# Fastboot
Fastboot è un protocollo di comunicazione utilizzato principalmente con i dispositivi Android. È implementato sia come strumento di interfaccia a riga di comando con lo stesso nome, sia come modalità del bootloader nei dispositivi Android. Lo strumento è incluso nel pacchetto Android SDK e viene utilizzato principalmente per modificare il file system della memoria flash tramite una connessione USB da un computer host. Per funzionare, il dispositivo deve essere avviato in modalità Fastboot, durante la quale accetta un insieme specifico di comandi inviati tramite trasferimenti USB in modalità bulk. Su alcuni dispositivi, Fastboot consente di sbloccare il bootloader, permettendo così l’installazione di immagini di recovery personalizzate e ROM personalizzate.  L'utilizzo di Fastboot non richiede l'attivazione del debug USB sul dispositivo. Per accedere alla modalità Fastboot, è necessario tenere premuta una combinazione specifica di tasti durante l'avvio del dispositivo.
Non tutti i dispositivi Android hanno Fastboot abilitato, e i produttori di dispositivi Android possono scegliere se implementare Fastboot o un altro protocollo.

## Combinazioni di tasti
Le combinazioni di tasti specifiche per accedere alla modalità Fastboot su diversi dispositivi Android:
- HTC, Google Pixel, Motorola e Xiaomi: Tasto di accensione e volume giù
- Dispositivi zebra e simboli: Tasto di scansione/azione destro
- Sony: Tasto di accensione e volume su
- Google Nexus: Tasto di accensione, volume su e volume giù

Nei dispositivi Samsung (ad eccezione del Nexus S e Galaxy Nexus), per entrare in modalità ODIN è necessario premere i tasti accensione, volume giù e home. Questo è un protocollo e strumento proprietari, come alternativa a Fastboot. Lo strumento fornisce una soluzione parziale alternativa.

## Comandi
Alcuni dei comandi fastboot più comunemente utilizzati includono:
- flash – riscrive una partizione con un'immagine binaria memorizzata sul computer host.
- flashing unlock/oem unlock DEVICE_SPECIFIC_UNLOCK_KEY – sblocca un bootloader bloccato da OEM per consentire il flash di ROM personalizzate/non firmate.
- flashing lock/oem lock DEVICE_SPECIFIC_LOCK_KEY – blocca un bootloader sbloccato da OEM.
- Erase – elimina una partizione specifica.
- reboot – riavvia il dispositivo nel sistema operativo principale, nella partizione di recovery del sistema o nel bootloader.
- devices – visualizza un elenco di tutti i dispositivi (con il numero di serie) collegati al computer host.
- format – formatta una partizione specifica; il file system della partizione deve essere riconosciuto dal dispositivo.
- oem device-info – verifica lo stato del bootloader.
- getvar all – visualizza tutte le informazioni sul dispositivo (IMEI, versione del bootloader, stato della batteria, ecc.).

## Implementazioni
Il protocollo fastboot è stato implementato nel bootloader Android chiamato ABOOT, nel fork Little Kernel di Qualcomm, in TianoCore EDK II, e in Das U-Boot.